# Балавадзе, Вахтанг Михайлович
Вахта́нг Миха́йлович Балава́дзе (20 ноября 1927, Самтредиа, Имеретия — 25 июля 2018, Тбилиси) — советский грузинский борец вольного стиля, самбист. Заслуженный мастер спорта СССР (1955), заслуженный тренер СССР (1971). Судья всесоюзной (1963) и международной (1967) категорий. Тренер сборной СССР (1961—1970).

## Биография
Окончил Институт физкультуры Грузии (1951) и исторический факультет Тбилисского госуниверситета (1956).
Мастер спорта СССР (1954).
Пятикратный чемпион СССР по вольной борьбе (1952—1955, 1957) и самбо (1952). Двукратный чемпион мира (1954 — Токио, 1957 — Стамбул), серебряный призёр чемпионата мира (1959 — Тегеран), бронзовый призёр летних Олимпийских игр 1956 года в Мельбурне, участник летних Олимпийских игр 1960 года в Риме. Чемпион I международных спортивных игр молодежи (1953, Бухарест). Победитель международных турниров в Будапеште (1954), Стокгольме, Гётеборге, Эскильстуне (1954), Тегеране, Тебризе (1957), Толедо (1958).
За большой вклад в развитии борьбы награждён Золотым орденом международной федерации борьбы FILA (1997).
За большой вклад в развитии спорта и олимпийского движения в Грузии награждён орденом олимпийского комитета Грузии (2006).

## Спортивные результаты

### Самбо
- Чемпионат СССР по самбо 1951 года — ;
- Чемпионат СССР по самбо 1952 года — ;

### Вольная борьба
- Чемпионат СССР по вольной борьбе 1951 года — ;
- Чемпионат СССР по вольной борьбе 1952 года — ;
- Чемпионат СССР по вольной борьбе 1953 года — ;
- Чемпионат СССР по вольной борьбе 1954 года — ;
- Чемпионат СССР по вольной борьбе 1955 года — ;
- Вольная борьба на летней Спартакиаде народов СССР 1956 года — ;
- Чемпионат СССР по вольной борьбе 1957 года — ;
- Вольная борьба на летней Спартакиаде народов СССР 1959 года — ;

## Известные воспитанники
- Тедиашвили, Леван Китоевич (1948) — советский борец вольного стиля и самбист, двукратный чемпион Олимпийских игр, чемпион мира по вольной борьбе, чемпион мира по самбо. Заслуженный мастер спорта СССР.

## Государственные награды
- орден Дружбы народов (1976);
- 2 ордена «Знак Почёта» (27.04.1957 — «за успехи, достигнутые в деле развития массового физкультурного движения в стране, повышения мастерства советских спортсменов, и успешное выступление на международных соревнованиях»; 1980);
- Орден Вахтанга Горгасали II степени (2002);
- Орден Чести (1996);
- Почётный гражданин Тбилиси (1999).

## Память
- С 1962 года в Тбилиси проводится проводится международный турнир по вольной и греко-римской борьбе памяти заслуженных мастеров спорта Вахтанга Балавадзе и Гиви Картозия.[4],[5]